# Commelina livingstonii
Commelina livingstonii är en himmelsblomsväxtart som beskrevs av Charles Baron Clarke. Commelina livingstonii ingår i släktet himmelsblommor, och familjen himmelsblomsväxter. Inga underarter finns listade.